# Янніс Гумас
Янніс Гумас (грец. Γιάννης Γκούμας, нар. 24 травня 1975, Лариса) - колишній грецький футболіст, що грав на позиції захисника. По завершенні ігрової кар'єри - футбольний тренер.
Протягом усієї кар'єри виступав за «Панатінаїкос», у складі якого став триразовим чемпіоном Греції, дворазовим володарем Кубка Греції та володарем Суперкубка Греції. Також виступав за національну збірну Греції, у складі якої ставав чемпіоном Європи.

## Клубна кар'єра
Народився 24 травня 1975 року в місті Лариса. Вихованець футбольної школи клубу «Панатінаїкос». Дорослу футбольну кар'єру розпочав 1994 року в основній команді того ж клубу, кольори якої і захищав протягом усієї своєї кар'єри гравця, що тривала цілих шістнадцять років. За цей час тричі виборював титул чемпіона Греції (1995, 1996, 2004), двічі вигравав Кубок Греції (1995, 2004) та одного разу національний Суперкубок (1995).
34-річний захисник покинув «Панатінаїкос» лише в кінці червня 2009 року, за взаємною згодою, зігравши за цей час 277 матчва чемпіонату, в яких забив 27 голів. У вересні того ж року Гумас оголосив про свій відхід з професійного футболу.

## Виступи за збірні
Протягом 1995–1998 років залучався до складу молодіжної збірної Греції, у складі якої був учасником молодіжного Євро-1998, де греки дійшли до фіналу. Всього на молодіжному рівні зіграв у 21 офіційному матчі.
1999 року дебютував в офіційних матчах у складі національної збірної Греції. 
У складі збірної був учасником чемпіонату Європи 2004 року у Португалії, здобувши того року титул континентального чемпіона, проте на поле так жодного разу і не вийшов. 
Наступного року брав участь у розіграші Кубка конфедерацій 2005 року у Німеччині, де зіграв у двох матчах, проте його команда не забила жодного м'яча і зайняла останнє місце в групі.
2008 року був включений в заявку збірної на чемпіонату Європи в Австрії та Швейцарії, проте знову не зіграв жодної хвилини, а його збірна програла всі три матчі і не вийшла з групи. Після Євро Гумас завершив виступи за збірну.
Протягом кар'єри у національній команді, яка тривала 12 років, провів у формі головної команди країни 45 матчів.

## Статистика
| Інформація | Інформація     | Інформація | Ліга | Ліга  | Кубок | Кубок | Єврокубки | Єврокубки | Загалом | Загалом |
| Сезон      | Клуб           | Ліга       | Ігор | Голів | Ігор  | Голів | Ігор      | Голів     | Ігор    | Голів   |
| ---------- | -------------- | ---------- | ---- | ----- | ----- | ----- | --------- | --------- | ------- | ------- |
| 1994–95    | «Панатінаїкос» | Суперліга  | 2    | 0     |       |       |           |           | 2       | 0       |
| 1995–96    | «Панатінаїкос» | Суперліга  | 8    | 0     |       |       |           |           | 8       | 0       |
| 1996–97    | «Панатінаїкос» | Суперліга  | 17   | 2     | 2     | 0     |           |           | 19      | 2       |
| 1997–98    | «Панатінаїкос» | Суперліга  | 26   | 1     | 3     | 0     |           |           | 29      | 1       |
| 1998–99    | «Панатінаїкос» | Суперліга  | 26   | 1     | 3     | 1     |           |           | 29      | 2       |
| 1999–00    | «Панатінаїкос» | Суперліга  | 28   | 7     | 3     | 0     |           |           | 31      | 7       |
| 2000–01    | «Панатінаїкос» | Суперліга  | 22   | 0     | 2     | 0     | 12        | 2         | 36      | 2       |
| 2001–02    | «Панатінаїкос» | Суперліга  | 14   | 1     | 3     | 0     | 8         | 1         | 25      | 2       |
| 2002–03    | «Панатінаїкос» | Суперліга  | 21   | 0     | 5     | 0     | 9         | 1         | 35      | 1       |
| 2003–04    | «Панатінаїкос» | Суперліга  | 25   | 4     | 7     | 2     | 7         | 0         | 39      | 6       |
| 2004–05    | «Панатінаїкос» | Суперліга  | 20   | 2     | 2     | 0     | 6         | 0         | 28      | 2       |
| 2005–06    | «Панатінаїкос» | Суперліга  | 22   | 4     | 1     | 0     | 3         | 0         | 26      | 4       |
| 2006–07    | «Панатінаїкос» | Суперліга  | 25   | 1     | 6     | 0     | 4         | 0         | 35      | 1       |
| 2007–08    | «Панатінаїкос» | Суперліга  | 21   | 2     | 2     | 0     | 5         | 2         | 28      | 4       |
| 2008–09    | «Панатінаїкос» | Суперліга  | 8    | 2     | 1     | 0     | 5         | 0         | 14      | 2       |
| Загалом    | Загалом        | Загалом    | 277  | 27    | 40    | 3     | 59        | 6         | 376     | 36      |

## Титули і досягнення
- Чемпіон Греції (3):

«Панатінаїкос»: 1994-95, 1995-96, 2003-04
- Володар Кубка Греції (2):

«Панатінаїкос»: 1994-95, 2003-04
- Володар Суперкубка Греції (1):

«Панатінаїкос»: 1994
- Чемпіон Європи (1):

Греція: 2004